# Guy Davis (Musiker)

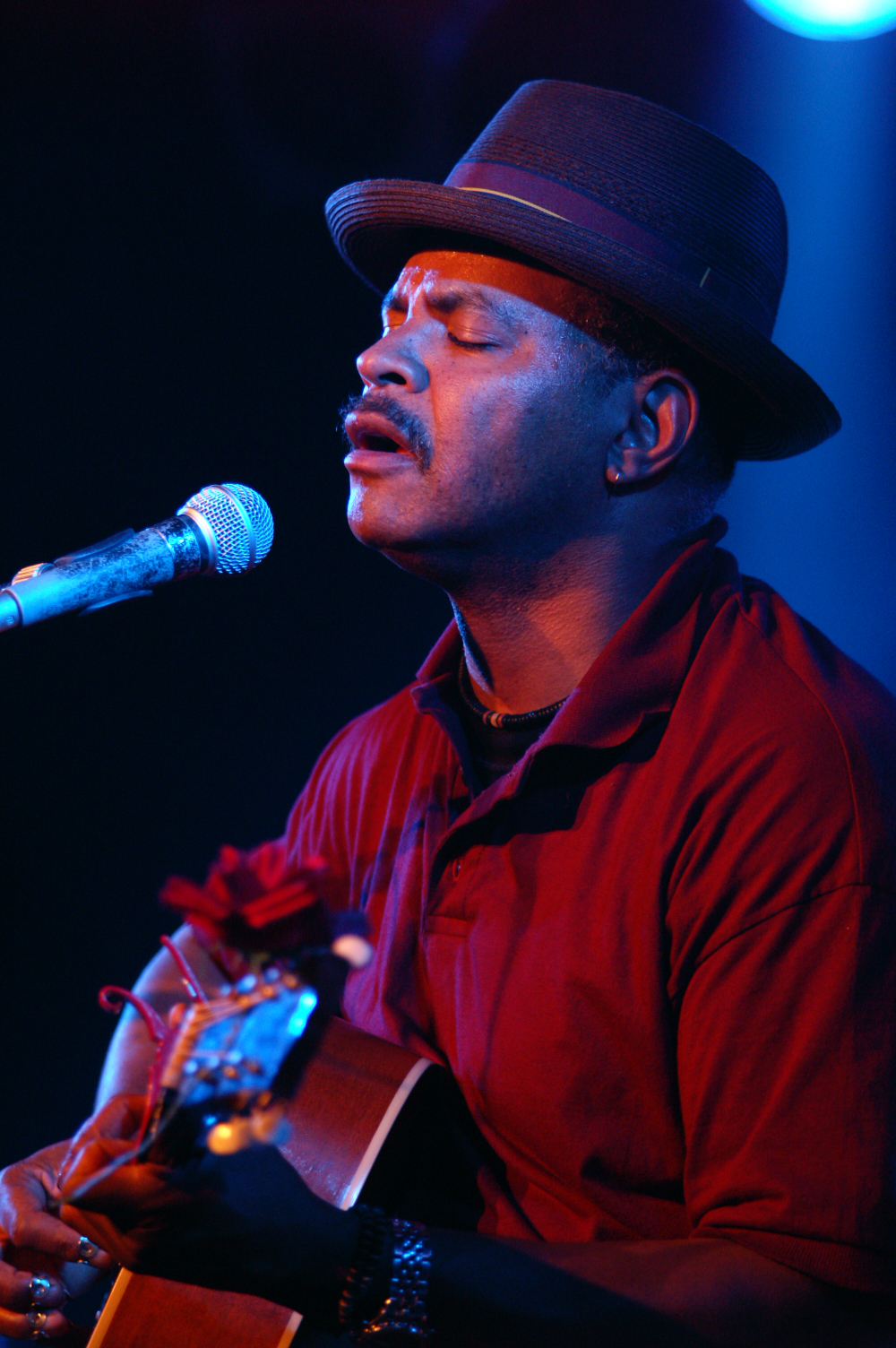
Guy Davis im Kulturzentrum Kammgarn, 2005

Guy Davis (* 12. Mai 1952 in New York City, New York) ist ein US-amerikanischer Blues-Gitarrist, Sänger und Schauspieler. Er ist der Sohn der Schauspieler und Bürgerrechtler Ossie Davis und Ruby Dee.

## Frühe Karriere
Davis, der als 13-Jähriger durch einen Auftritt des berühmten Bluesgitarristen Buddy Guy zu einer eigenen Musikkarriere inspiriert wurde, erhielt 1978 die Möglichkeit, sein Debüt-Album Dreams About Life auf dem bekannten Folkways-Label von Moses Asch zu veröffentlichen. Anfang der 80er Jahre begann er seine Schauspielkarriere, unter anderem mit einer wiederkehrenden Rolle in der Soap Opera One Life to Live. Außerdem ergatterte er 1984 eine Hauptrolle in Beat Street, einem Kinofilm über die Hip-Hop- und Breakdance-Kultur.

## Theater
In der Folgezeit suchte er nach Möglichkeiten, seine beiden größten Leidenschaften, die Bluesmusik und die Schauspielerei miteinander zu verbinden. Dies gelang ihm schließlich ab 1991 durch die Mitwirkung in verschiedenen Theaterstücken und Musicals. Neben seiner Mitwirkung in Mulebone, der Broadway-Version eines Theaterstücks von Zora Neale Hurston und Langston Hughes mit Musik von Taj Mahal, wurde insbesondere zwei Jahre später seine Verkörperung des legendären Bluesmusikers Robert Johnson in der Off-Broadway-Produktion Robert Johnson: Trick the Devil von den Kritikern begeistert aufgenommen und 1993 durch den Keeping the Blues Alive Award (KBA) der Blues Foundation in der Kategorie Theater ausgezeichnet, der ihm von Robert Cray überreicht wurde. Im Frühjahr 1995 spielte er zusammen mit seinen berühmten Eltern, Ruby Dee und Ossie Davis, in Two Hah Hahs and a Homeboy, einem Theaterstück über die afro-amerikanische Kultur und Musik, das Guy Davis zusammen mit ihnen geschrieben hatte.

## Musik
Ab 1995 konzentrierte sich Guy Davis vor allem auf seine musikalische Karriere. 17 Jahre nach seinem Debüt nahm er mit dem Live-Album Stomp Down the Rider erstmals wieder eine reguläre Langspielplatte auf, diesmal für Red House Records. Hier präsentierte er seine Version des modernen Country Blues.
Etliche seiner weiteren Alben wurden für verschiedene Kategorien des Handy Awards nominiert, einem dem Grammy ähnlichen Preis, jedoch speziell für Bluesmusik. Sein Album Be Ready When I Call You erhielt 2021 eine Grammy-Nominierung in der Kategorie Bestes Traditional Blues Album.

## Diskographie (Auswahl)
- Dreams About Life (1978)
- Stomp Down the Rider (1995)
- Call Down the Thunder (1996)
- You Don’t Know My Mind (1998)
- Butt Naked Free (2000)
- give in kind (2002)
- Chocolate to the Bone (2003)
- Legacy (2004)
- Skunkmello (2006)
- Guy Davis On Air - Live in Bremen (2007)
- Sweetheart Like You (2009)
- Kokomo Kidd (2015)